# Mihail Protospatharios
Mihail Protospatharios (în limba italiană: Michele Protospatario) a fost catepan bizantin de Italia între anii 1031 și 1033.
Mihail Protospatharios a fost trimis la Bari după ce predecesorul său, Pothos Argyros, a căzut ucis în lupta împotriva sarazinilor, aceștia din urmă reușind să cucerească de la bizantini Cassano allo Ionio în regiunea Calabria. Mihail era un înalt și distins oficial de la curtea imperială de la Constantinopol. El deținea câteva titluri înalte în ierarhia administrativă a Bizanțului.
Mihail a sosit în Italia la începutul anului 1032 cu o nouă armată, alcătuită nu numai din mercenari adunați din Europa occidentală și din auxiliari, ci și din trupe de elită recrutate din Asia Mică și Siria. Practic, nu se cunoaște ce s-a întâmplat cu această impunătoare armată, știindu-se doar că Mihail Protospatharios a fost înlocuit la comanda catepanatului de către Constantin Opos în 1033.